# Niuafoʻou

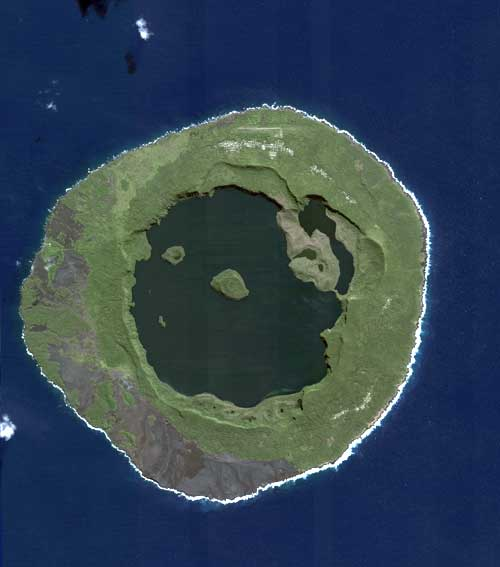
Satellietfoto van Niuafoʻou

Niuafoʻou is het noordelijkste eiland van Tonga. Het is een van de Niua-eilanden en bevindt zich in de zuidelijke Stille Oceaan tussen Fiji en Samoa, op 574 km ten noorden van de Tongatapu-eilandengroep en 337 km ten noordwesten van Vavaʻu. Het is een vulkanisch ringeiland met een diameter van 8 km en een populatie van 431 mensen (2021). De vulkaan is actief en barst regelmatig uit.
Niuafoʻou heeft een tropisch klimaat. Niuafoʻou betekent Veel nieuwe kokosnoten.

## Geografie
Niuafoʻou is een eiland dat de top vormt van een onder water gelegen basaltschildvulkaan op een onderzeese rug, 190 kilometer ten westen van de lijn waarlangs de andere vulkanen van Tonga liggen. Het eiland heeft een 5 km brede caldeira waarvan de binnenmuur steil afloopt naar het meer; de rand is meer dan 120 meter hoog en rijst bij Mokotu tot een hoogte van 250 meter. De kustlijn is rotsachtig en steil, met slechts enkele stranden, die allemaal steenachtig zijn met zwart zand. De enige afmeerplaats van het eiland is aan het einde van een lavastroom in Futu, op het westelijke deel van het eiland. De dorpen liggen in het noorden en oosten. Openbare voorzieningen, zoals het postkantoor, het telecommunicatiestation en de landingsbaan (Queen Lavinia Airport), bevinden zich in Angahā in het noorden. 
Het cirkelvormige eiland omvat twee meren. Het grotere meer, Vai Lahi, is een kratermeer op 23 meter boven zeeniveau, vier kilometer breed en 84 meter diep. Het bevat drie eilanden en een verdronken eiland dat verschijnt wanneer het waterpeil daalt. Vai Lahi is gescheiden van het kleinere meer, Vai Siʻi, door een verlaten landschap van zandduinen. De binnenrand van het kratermeer en de oostelijke en westelijke hellingen van het eiland zijn bebost.

### Vulkanische activiteit

Niuafoʻou

Niuafoʻou is een actieve vulkaan en barst regelmatig uit. In 1853 vernietigde een uitbarsting het dorp ʻAhau met 25 doden tot gevolg. De uitbarsting van augustus 1886 vernietigde gebouwen en gewassen en creëerde een nieuw eiland in het meer. In 1912 waren er dertig actieve kegels betrokken bij een uitbarsting en werd lava tot een hoogte van 150 meter opgeworpen. In 1929 vernietigde een uitbarsting het dorp Futu, sneed de haven af en doodde al het groen op de westelijke hellingen van het eiland. In december 1935 leidde een uitbarsting tot de evacuatie van Petani en Tongamama'o en veroorzaakte een lavastroom van drie kilometer breed. Een uitbarsting in september 1943 vernietigde gewassen maar eiste geen mensenlevens. Op 9 september 1946 begon een grote uitbarsting met een reeks trillingen, waarop een lavastroom volgde die het dorp 'Angahā vernietigde, inclusief de overheidsgebouwen en het telegraafstation. De uitbarsting werd gevolgd door een reeks hevige aardbevingen. De uitbarsting was zo hevig dat de Tongaanse regering medio oktober de opdracht gaf tot een verplichte evacuatie. In 1958 keerde ongeveer de helft van de bevolking terug. 

## Ecologie
Het eiland is de leefomgeving van het Polynesisch boshoen.

## Geschiedenis
Volgens de folklore van Niuafoʻou had het eiland oorspronkelijk een berg in plaats van een meer in het midden. Maar op een nacht werd de berg gestolen en in zee geplaatst, en werd het het eiland Tafahi.
Niuafoʻou werd in 1616 op de Europese kaarten gezet door Willem Schouten en Jacob Le Maire tijdens hun beroemde ontdekkingsreis. Na hun niet al te succesvolle ontmoeting met de eilandbewoners van Niuatoputapu, benaderden ze dit eiland met meer hoop op verversing, dus noemden ze het Goede Hoop eiland. Ze konden geen ankerplaats vinden, dus moesten ze zich beperken tot wat handel met de eilandbewoners die hun schip in hun kano's naderden. De handel verliep goed, totdat de eilandbewoners probeerden een sloep te overmeesteren. De Nederlanders reageerden door op hen te schieten. Na dit incident verlieten de Nederlanders het gebied van Niuatoputapu en gingen verder met hun reis.

## Wetenswaardigheden

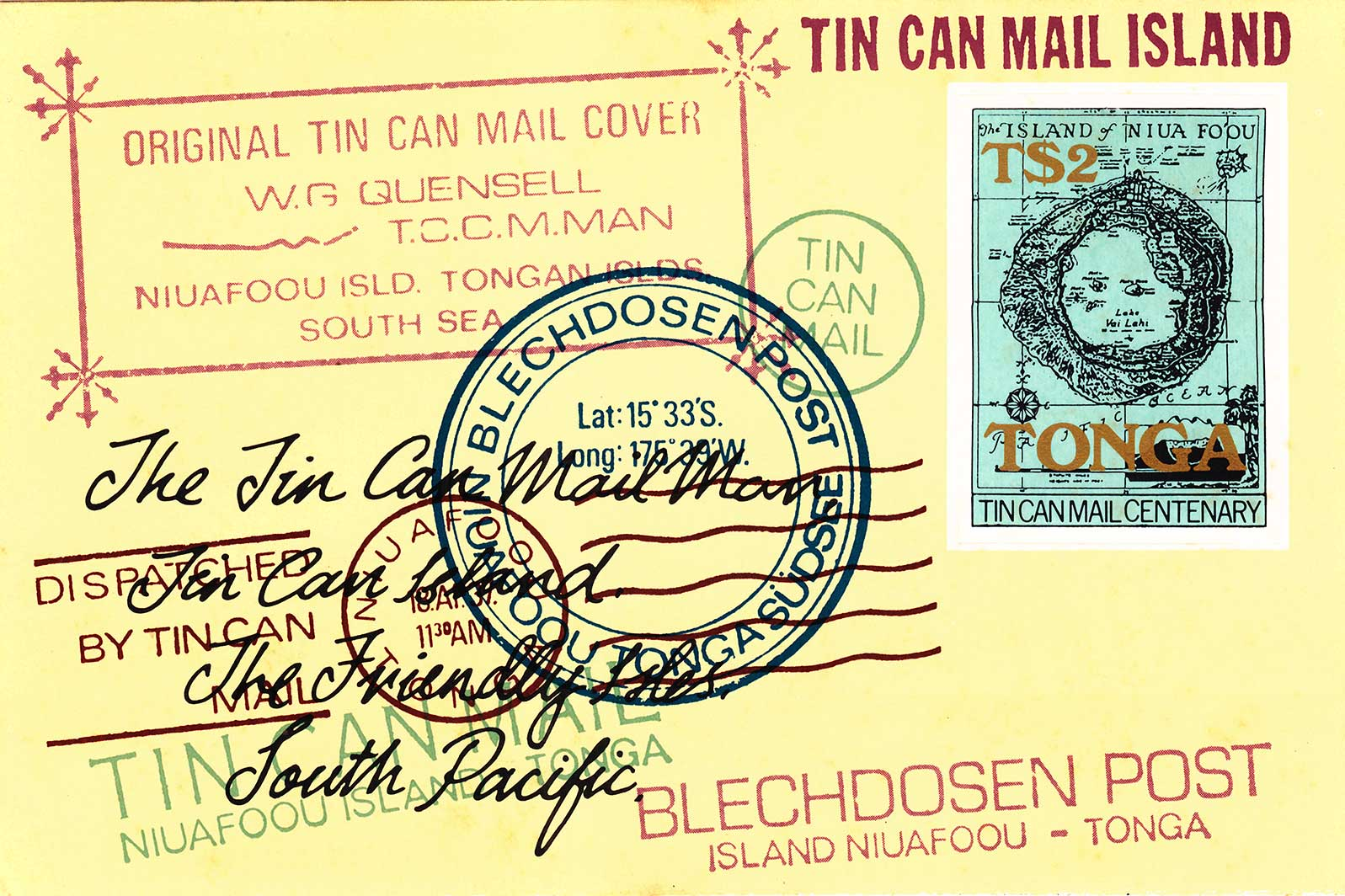
Tin Can post

Niuafoʻou wordt ook wel Tin Can Island genoemd. Omdat het moeilijk was voor schepen om af te meren aan de vulkanische kust werd een 'postdienst in blik' ingevoerd. De post werd in een koek- of kerosineblik gestopt en van passerende schepen in zee gegooid. Zwemmers haalden het blik vervolgens op.
- Library of Congress Control Number: sh2006000078
- Nationale Bibliotheek van Israël: 987007539958205171
- Virtual International Authority File: 235742738